# ماچئی دانتسویچ
ماچئی دانتسویچ (لهستانی: Maciej Dancewicz؛ زادهٔ ۱۰ مارس ۱۹۷۴) تاریخ‌نگار، نویسنده، بازیگر، فیلم‌نامه‌نویس، کارگردان نمایش و کارگردان فیلم اهل لهستان است.
از فیلم‌ها یا مجموعه‌های تلویزیونی که وی در آن‌ها نقش داشته‌است، می‌توان به روزگار خوش، پرستار کودک، هتل ۵۲، طایفه و ع چون عشق اشاره نمود.